# Palacio de Huarte
El palacio de Huarte, también conocido como Archivo Histórico Provincial, sito en la Calle Dormer número 6-8, de Zaragoza (España) es una casa-palacio de principios del siglo XVI, construida para una acomodada familia zaragozana. También se la conoce como Casa Frías, por ser Don Mariano Frías-Salazar, marqués de Huarte, su propietario a comienzos del siglo XX. 

## Descripción
Todo el edificio ha sufrido muchas reformas, sobre todo en la reciente restauración para adaptarlo a su nuevo uso como Archivo Provincial, pero la articulación básica en torno a un patio central de las casas aragonesas renacentistas se ha mantenido. 
El patio presenta columnas jónicas estriadas con basa y plinto sobre las que apoyan arcos deprimidos rectilíneos, mientras que el piso superior de este patio se abre por medio de arcos mixtilíneos apoyados sobre columnas fasciculadas. Todo el conjunto, hoy cerrado por una cristalera, se corona con los restos de un alero. 
La caja de escaleras de tipo claustral que lleva al piso superior se cubre con una interesante techumbre de madera con casetones. También llama la atención el gran alfarje de madera que cubre una de las salas de la planta baja. 
Su fachada está realizada totalmente en ladrillo y presenta división en tres pisos. En el inferior se abre un acceso en arco de medio punto sobre jambas de piedra, en el segundo varios vanos adintelados y en el tercero, hoy rebajado, quedan algunos vestigios en la fachada lateral a la calle de la Pabostría de la existencia en origen de una galería de vanos adintelados con ángulos curvos. 